# Scutellaria resinosa
Scutellaria resinosa är en kransblommig växtart som beskrevs av John Torrey. Scutellaria resinosa ingår i Frossörtssläktet som ingår i familjen kransblommiga växter. Inga underarter finns listade i Catalogue of Life.